# 中华人民共和国最高人民法院
中华人民共和国最高人民法院（规范化简称最高法、高法院，俗称最高院）是中华人民共和国的最高审判机关，监督地方各级人民法院和专门人民法院的工作。最高人民法院的裁判为终审裁判，不得上訴。最高人民法院和最高人民检察院并称“两高”，同属中华人民共和国司法机关。
依据宪法，最高人民法院由全国人民代表大会产生，对全国人大及其常委会负责并受其监督。最高人民法院院长由全国人大选举产生，代表最高人民法院向全国人大汇报工作。全国人大有权罢免最高人民法院院长。根据最高人民法院院长的提请，全国人大常委会任免最高人民法院副院长、审判员、审判委员会委员和军事法院院长。

## 沿革
1949年10月22日，中央人民政府最高人民法院正式成立。1952年至1954年，基于大行政区区划，设有六个分院——东北、西北、华东、中南、西南、华北，是为各大行政区最高审判机关。
1954年9月，组建中华人民共和国最高人民法院，作为最高国家审判机关。1956年4月至6月期间，最高人民法院根据全国人大常委会的决定，设置特别军事法庭，在辽宁沈阳和山西太原开庭，审判45名侵华日军战犯。1958年，最高人民法院设置派出机构——最高人民法院西藏分院，依法审理西藏地区刑事、民商事案件，最高法西藏分院后于1965年撤销并改为西藏自治区高级人民法院。
1980年9月29日至1981年林彪、江青反革命集团案审理期间，最高人民法院根据全国人大常委会的决议，设立特别法庭，在北京市东城区正义路1号开庭，审判该案主犯。这也是中华人民共和国迄今为止唯一一件由最高人民法院审理的第一审刑事案件。
2000年，最高人民法院进行机构改革。最高人民法院、最高人民检察院机关加强并完善了法律赋予的审判检察职能，调整规范了党务、政工机构。最高人民法院新设了立案庭和审判监督庭，实现了立审、审执、审监三个分离。
2014年12月，最高人民法院设置第一、二巡回法庭。2016年12月，全国人大常委会批准设立最高人民法院第三、四、五、六巡回法庭。至此，全国除北京、天津、河北、山东和内蒙古以外，均被最高法巡回法庭巡回区覆盖，由最高人民法院各巡回法庭跨行政区审理特定案件。
2018年6月，在广东省深圳市、陕西省西安市分别设立最高人民法院第一、二国际商事法庭。

## 职责
根据《中华人民共和国宪法》《中华人民共和国人民法院组织法》等相关法律以及《最高人民法院主要职责内设机构和人员编制规定》，作为国家最高审判机关，最高人民法院承担以下职责：
1. 依法审判法律规定由最高人民法院管辖的和其认为应当由自己审判的刑事、民事、行政、海事等第一审案件。
2. 依法审判法律规定由最高人民法院管辖的刑事、民事、行政、海事等第二审案件。
3. 依法核准死刑案件、具有特殊情况的在法定刑以下判处刑罚的案件和因特殊情况决定假释的案件。
4. 受理不服地方各级人民法院和专门人民法院生效裁判的各类申诉和再审申请，对其中确有错误的，提审或指令下级人民法院再审。
5. 依法审判由最高人民检察院按照审判监督程序提出的抗诉案件。
6. 依法对下级人民法院行使指定管辖权。
7. 监督地方各级人民法院和专门人民法院的审判工作。
8. 对审判过程中具体应用法律的问题做出司法解释。
9. 依法行使司法执行权和司法决定权。
10. 依法决定国家赔偿。
11. 组织、指导地方各级人民法院和专门人民法院办理司法协助事项。
12. 对法律、法规、规章等草案提出意见；针对案件审理中发现的问题提出司法建议。
13. 对最高人民法院的法官和其他工作人员进行思想政治教育、组织专业培训；指导下级人民法院的思想政治工作和教育培训工作；按照权限管理法官和其他工作人员；协助中央主管部门管理地方人民法院和专门人民法院的机构、编制工作。
14. 领导人民法院的督察工作。
15. 组织各级人民法院同外国司法界、国际组织之间的司法交流活动。
16. 在审判工作中宣传法制，教育公民自觉遵守宪法、法律。
17. 管理最高人民法院直属的事业单位和社会团体。
18. 承办其他应由最高人民法院负责的工作。

### 案件管辖
依据《中华人民共和国人民法院组织法》第十六条之规定，最高人民法院审理下列案件：
（一）法律规定由其管辖的和其认为应当由自己管辖的第一审案件；
（二）对高级人民法院判决和裁定的上诉、抗诉案件；
（三）按照全国人民代表大会常务委员会的规定提起的上诉、抗诉案件；
（四）按照审判监督程序提起的再审案件；
（五）高级人民法院报请核准的死刑案件。
第一项中“法律规定由其管辖的……第一审案件”，根据三大诉讼法有关规定，为全国性的重大、复杂案件。

### 司法解释
最高人民法院司法解释，又称审判解释，是中华人民共和国法律体系中的一种法律渊源。依据《中华人民共和国人民法院组织法》第十八条、《中华人民共和国立法法》第一百一十九条之规定，“最高人民法院可以对属于审判工作中具体应用法律的问题进行解释”（即审判解释），“最高人民法院、最高人民检察院作出的属于审判、检察工作中具体应用法律的解释，应当主要针对具体的法律条文，并符合立法的目的、原则和原意”，司法解释应报全国人大常委会备案审查。根据《最高人民法院关于司法解释工作的规定》，最高人民法院发布的司法解释具有法律效力，人民法院作为裁判依据的，应当在司法文书中援引，同时引用法律和司法解释作为裁判依据的，应当先援引法律，后援引司法解释。

### 指导性案例
依据《中华人民共和国人民法院组织法》第十八条之规定，“最高人民法院可以发布指导性案例”。根据《最高人民法院关于案例指导工作的规定》及其实施细则，审理类似案件时，各级人民法院应当参照相关指导性案例的裁判要点作出裁判，应当引述指导性案例作为裁判理由，但不得作为裁判依据。指导性案例虽然不具有法律和司法解释的强制适用效力，但在总结审判实践经验、规范司法办案活动、统一法律适用标准方面具有重要意义。最高人民法院自2011年起开始发布指导性案例，截至2024年底，最高人民法院已发布43批共247件指导性案例。

## 机构设置
根据《最高人民法院主要职责内设机构和人员编制规定》，最高人民法院内设机构为正司局级。最高人民法院设置下列机构：

### 业务决策机构
- 最高人民法院审判委员会

### 咨询议事机构
- 最高人民法院咨询委员会

### 内设机构
- 办公厅（新闻局）
- 政治部（副部级）
- 立案庭
- 刑事审判第一庭
- 刑事审判第二庭
- 刑事审判第三庭
- 刑事审判第四庭
- 刑事审判第五庭
- 民事审判第一庭
- 民事审判第二庭
- 民事审判第三庭（知识产权审判庭）
- 民事审判第四庭
- 环境资源审判庭
- 行政审判庭
- 赔偿委员会办公室
- 审判监督庭
- 执行局（执行指挥办公室）
- 研究室
- 审判管理办公室
- 督察局（最高人民法院巡视工作领导小组办公室）
- 国际合作局
- 司法行政装备管理局
- 机关党委
- 离退休干部局

### 派出机构

#### 巡回法庭
- 第一巡回法庭[註 3]
- 第二巡回法庭[註 4]
- 第三巡回法庭[註 5]
- 第四巡回法庭[註 6]
- 第五巡回法庭[註 7]
- 第六巡回法庭[註 8]

#### 国际商事法庭
- 第一国际商事法庭[註 9]
- 第二国际商事法庭[註 10]

#### 知识产权法庭
- 知识产权法庭

### 直属事业单位
- 国家法官学院（最高人民法院法官国际交流中心、最高人民法院司法案例研究院）
- 中国应用法学研究所
- 人民法院新闻传媒总社
- 最高人民法院机关服务中心
- 人民法院信息技术服务中心

### 直属企业单位
- 人民法院出版社有限公司（人民法院出版集团）

### 主管社会团体
- 中国法官协会
- 中国女法官协会
- 中华司法研究会

## 规章制度

### 法官等级
2001年修改的《中华人民共和国法官法》第十八条规定，“法官的级别分为十二级。”“最高人民法院院长为首席大法官，二至十二级法官分为大法官、高级法官、法官。”第十九条规定，“法官的等级的确定，以法官所任职务、德才表现、业务水平、审判工作实绩和工作年限为依据。”第二十条规定，“法官的等级编制、评定和晋升办法，由国家另行规定。”

### 信息公开
最高人民法院通过中国法院网（中国法院网络电视台、中国法院庭审直播网）、中国裁判文书网、中国审判流程信息公开网、中国执行信息公开网、最高人民法院诉讼服务网、全国企业破产重整案件信息网、中国知识产权裁判文书网、人民法院诉讼资产网等网站，对社会公开全国人民法院审判与司法执行相关信息。

## 历任领导
| 中央人民政府最高人民法院院长 - 沈钧儒（1949年10月1日－1954年9月27日） | 中央人民政府最高人民法院副院长 - 吴溉之（1949年10月19日—1954年） - 张志让（1949年10月19日—1954年） - 张苏（1954年8月11日—1954年） |

| 中华人民共和国最高人民法院院长 - 董必武（1954年9月27日－1959年4月27日） - 谢觉哉（1959年4月27日－1965年1月3日） - 杨秀峰（1965年1月3日－1975年1月20日） - 江 华（1975年1月20日－1983年6月20日） - 郑天翔（1983年6月20日-1988年4月9日） - 任建新（1988年4月9日－1998年3月17日） - 肖 扬（1998年3月17日－2008年3月16日） - 王胜俊（2008年3月16日－2013年3月15日） - 周 强（2013年3月15日－2023年3月11日） - 张 军（2023年3月11日 - ） | 中华人民共和国最高人民法院副院长 - 高克林（1954年11月8日—1961年4月3日，第一副院长） - 马锡五（1954年11月8日—1962年4月10日逝世） - 张志让（1954年11月8日—？） - 吴德峰（1961年4月3日—？，第一副院长） - 王维纲（1959年9月17日—？；1978年3月7日—1982年5月4日） - 谭冠三（1966年11月—？，第一副院长） - 金如柏（1966年11月—1967年11月8日被隔离审查） - 曾汉周（1966年3月12日—？；1978年3月7日—？） - 何兰阶（1966年3月12日—？；1978年3月7日—1982年5月4日） - 邢亦民（1966年3月12日—？） - 王德茂（1966年3月12日—？） - 郑绍文（1979年2月23日—1982年5月4日） - 宋光（1981年6月10日—1982年5月4日） - 王怀安（1980年8月26日—？） - 王战平（1981年6月10日—？） - 林准（1982年5月4日—1993年9月2日） - 任建新（1983年9月2日—1993年3月28日，至1988年为常务副院长） - 祝铭山（1983年9月2日—2002年8月29日，1993年起为常务副院长） - 马原（1985年6月18日—1995年12月28日） - 华联奎（1988年7月1日—1993年9月2日，常务副院长） - 端木正（1990年9月7日—1995年6月30日） - 谢安山（1992年9月4日—1998年4月29日） - 高昌礼（1993年7月2日—1998年4月29日） - 唐德华（1993年7月2日—2001年6月30日） - 刘家琛（1993年7月2日—2002年12月28日） - 罗豪才（1995年6月30日—2000年4月29日） - 李国光（1995年12月28日—2003年4月26日） - 王景荣（1993年7月2日—1995年10月30日） - 姜兴长（1998年12月29日—2008年4月24日） - 沈德咏（1998年12月29日—2006年12月29日，2008年4月24日—2018年6月22日，常务副院长） - 曹建明（1999年10月31日—2008年4月24日，2002年起为常务副院长） - 万鄂湘（2000年4月29日—2013年3月19日） - 张军（2001年12月29日—2003年6月28日；2005年8月28日—2012年10月26日） - 黄松有（2002年12月28日—2008年10月28日） - 江必新（2002年12月28日—2004年6月25日，2007年12月29日—2020年4月29日） - 苏泽林（2004年6月25日—2013年6月29日） - 奚晓明（2004年6月25日—2015年9月29日） - 熊选国（2005年8月28日—2011年8月26日） - 南英（2009年6月27日—2017年12月27日） - 景汉朝（2009年6月27日—2017年4月27日） - 黄尔梅（2011年10月29日—2015年12月27日） - 李少平（2013年10月25日—2021年8月20日） - 贺荣（2013年10月25日—2017年4月27日；2020年4月29日—2023年2月24日，常务副院长） - 陶凯元（2013年12月28日—） - 张述元（2015年12月28日—2020年11月11日） - 姜伟（2016年11月7日—2022年4月20日） - 杨万明（2018年6月22日—2024年11月8日） - 罗东川（2018年8月31日—2020年8月4日） - 高憬宏（2019年1月30日—2023年12月29日） - 贺小荣（2020年11月11日—） - 杨临萍（2020年12月26日—） - 沈亮（2021年8月20日—） - 李勇（2022年6月24日—） - 邓修明（2023年7月—，常务副院长） - 茅仲华（2024年6月28日—） - 高晓力（2025年2月25日—） |